# Richard Leacock
Richard Leacock (Londra, 18 luglio 1921 – Parigi, 23 marzo 2011) è stato un regista britannico naturalizzato statunitense.
Dopo aver lavorato come direttore della fotografia a fianco di Robert Flaherty in Louisiana Story (1948), si dedicò al cinema con Robert Drew.
Tra i suoi film più celebri si ricordano Primary (1961), La sedia (1963), Nehru (1963) e Quint City, U. S. A. (1963).